# Sainte-Marie-aux-Mines
Sainte-Marie-aux-Mines (en alsacià Màrkirich) és un municipi francès, situat a la regió del Gran Est, al departament de l'Alt Rin. L'any 2006 tenia 5.749 habitants.

## Demografia
| 1962  | 1968  | 1975  | 1982  | 1990  | 1999  |
| ----- | ----- | ----- | ----- | ----- | ----- |
| 6.937 | 7.417 | 6.703 | 6.358 | 5.767 | 5.816 |

## Administració
| Període   | Identitat      | Partit |
| --------- | -------------- | ------ |
| 1977-1983 | Jean-Paul Kuhn |        |
| 1983-1984 | Paul Baumann   |        |
| 1984-1995 | Roland Mercier |        |
| 2001-     | Claude Abel    | UMP    |

## Personatges il·lustres
- Jakob Amman, fondador de la societat amish.
- Hans Wilhelm Hagen (1907–1969) periodista i funcionari de cultura del Partit Nazi.